# Hagia Sophia
Hagia Sophia eller Agia Sophia (græsk: Άγια Σοφία betyder Den Hellige Visdom, tyrkisk: Ayasofya) er det største byzantinske monument i det Byzantinske Riges hovedstad Konstantinopel (nu Istanbul i Tyrkiet). 
Der, hvor bygningen ligger, har der ligget bygninger af samme navn. Efter en brand opførtes den nuværende bygning 532 – 537. Den blev tegnet af arkitekterne Anthemios af Tralles og Isidor af Milet, og hele den rumlige udformning leder frem til den næsten svævende midterkuppel. Kuplen har en diameter på 31 meter og er 56 meter høj. 
Bygningen er blevet skadet flere gange ved jordskælv. Kuplen styrtede sammen ved jordskælvet i 558, og der var mindre nedstyrtninger i 989 og 1346.
Alle indvendige overflader er beklædt med marmor vekslende med gyldne mosaikker forestillende enten helgen- eller kejserbilleder eller tapetlignende geometriske mønstre.
Hagia Sophia var hovedkirken i det Byzantinske Rige. Kirkelige handlinger blev foretaget af Konstantinopels ortodokse patriark, hvis residens lå i en (nu nedrevet) tilstødende bygning. Kirken var også hjemsted for ceremonierne i forbindelse med indsættelse af byzantinske kejsere. 
Under det 4. korstog blev Konstantinopel erobret af en frankisk/katolsk hær, og byen blev hovedstad i det Latinske Kejserrige (1204-1261). Bygningen var romersk-katolsk domkirke. Efter grækernes generobring af byen i 1261 blev den igen ortodoks kirke. Efter tyrkernes erobring i 1453 omdannede sultanen den til moske, og bygningen blev delvist ombygget i de følgende århundreder med tilføjelsen af fire minareter og en minbar. Mosaikker med kristne motiver blev efterhånden malet over, men vesteuropæiske rejsende nævner eksempler på kristne billeder i bygningen i mere end 150 år efter den tyrkiske erobring. 
En del af mosaikkerne blev genfundet og beskrevet af Gaspare og Giuseppe Fossati, to schweiziske arkitekter der renoverede bygningen 1847-49. Deres arbejde omfattede ikke en egentlig konservering af mosaikkerne, og som en del af deres arbejde blev billederne overmalet igen. En stor del af den oprindelige udsmykning var allerede gået til grunde, og et større antal mosaikker blev ødelagt af et jordskælv i 1894. I 1934 blev bygningen omdannet til et sekulært museum. 
Efter bygningens omdannelse til museum blev de overlevende billedmosaikker konserveret og med enkelte undtagelser afdækket af et hold amerikanske konservatorer. Det arbejde fandt sted gennem den sidste halvdel af 1930'erne.
I juli 2020 blev Hagia Sophia igen omdannet til moske.

## Reference
1. ↑  Tusinder af muslimer beder i Hagia Sophia: Første fredagsbøn siden omstridt omdannelse til moske  Udland  DR hentet 24. juli 2020

41°0′31″N 28°58′48″Ø / 41.00861°N 28.98000°Ø